# Hoya caudata
Hoya caudata är en oleanderväxtart som beskrevs av Joseph Dalton Hooker. Hoya caudata ingår i släktet Hoya och familjen oleanderväxter. Inga underarter finns listade i Catalogue of Life.